# Areeiro (Lissabon)
Areeiro is een plaats (freguesia) in de Portugese gemeente Lissabon en telt 21.160 inwoners (2021).

## Indeling
In 2012 werd de freguesia Areeiro gevormd uit de samenvoeging van twee freguesia's.
| Huidige freguesia | Huidige freguesia | Huidige freguesia | Freguesias voor 2012 | Freguesias voor 2012 | Freguesias voor 2012 |
| Freguesia         | Inwoners          | Oppervlakte       | Freguesias           | Inwoners             | Oppervlakte          |
| ----------------- | ----------------- | ----------------- | -------------------- | -------------------- | -------------------- |
| Areeiro           | 20.131            | 1,74 km²          | Alto do Pina         | 10.333               | 0,84 km²             |
| Areeiro           | 20.131            | 1,74 km²          | São João de Deus     | 9.798                | 0,93 km²             |
| Census: 2011      |                   |                   |                      |                      |                      |

| Detailkaart              |
| ------------------------ |
|                          |
| Indeling voor en na 2012 |